# Actinernus
Az Actinernus a virágállatok (Anthozoa) osztályának tengerirózsák (Actiniaria) rendjébe ezen belül az Endocoelantheae alrendjébe és az Actinernidae családjába tartozó nem.
Családjának a névadó típusneme.

## Rendszerezés
A nembe az alábbi 4 faj tartozik:
- Actinernus elongatus (Hertwig, 1882)
- Actinernus michaelsarsi Carlgren, 1918
- Actinernus nobilis Verrill, 1879 - típusfaj
- Actinernus robustus (Hertwig, 1882)